# Château de Balintore
 (février 2023).
Si vous disposez d'ouvrages ou d'articles de référence ou si vous connaissez des sites web de qualité traitant du thème abordé ici, merci de compléter l'article en donnant les références utiles à sa vérifiabilité et en les liant à la section « Notes et références ».
En pratique : Quelles sources sont attendues ? Comment ajouter mes sources ?
Le château de Balintore est un bâtiment classé de catégorie A de l'époque victorienne en Écosse.

## Histoire

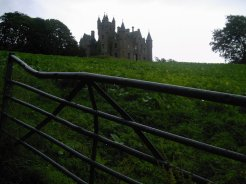
Château de Balintore, vue lointaine

Le château occupe un site élevé dans la lande au-dessus du village de Balintore, à quelques kilomètres au nord du Loch de Lintrathen, près de Kirriemuir, Angus. Une maison-tour nommée Balintor existait sur le site à la fin du XVIe siècle, selon les cartes de Timothy Pont.
Il est conçu en 1859 par l'architecte William Burn et est un exemple typique du style baronnial écossais avec une abondance de tours à poivrières et de pignons, et un oriel. La tour principale est surmontée d'une plate-forme d'observation à balustrade semblable à celle du château de Buchanan.
La pièce maîtresse de l'intérieur est le grand hall, et il y a aussi une galerie, des chambres, une salle de service à manger, un salon de servante, une salle de brossage, une cave à bière, un débarras, un garde-manger de majordome, une salle à manger et une bibliothèque.
Le château de Balintore est commandé comme pavillon de chasse par David Lyon (homme politique), qui a hérité d'une fortune constituée par sa famille grâce à des investissements dans la Compagnie britannique des Indes orientales. A la fin, le château n'est utilisé que pendant la saison de chasse.
Dans les années 1960, il est décidé de ne pas réparer la pourriture sèche extensive, et il est abandonné. Le château reste vide jusqu'en 2007, période pendant laquelle son état s'est détérioré au point de mettre en danger la structure. Le château de Balintore est inscrit au registre des bâtiments à risque pour l'Écosse depuis sa création en 1990. Le conseil d'Angus utilise son droit de préemption pour l'acheter à ses propriétaires absents d'Extrême-Orient, et il est maintenant entre les mains d'un Écossais qui le restaure et y réside.